# Paweł Sapieha (1781-1855)
Pour les articles homonymes, voir Paweł Sapieha et Sapieha.
Paul Sapieha, né en 1781 à Kamianets-Podilskyï (Ukraine), mort le 2 janvier 1855 à Varsovie (Pologne), est un prince de la famille Sapieha, général polonais de la Révolution et de l’Empire.

## États de service
Paul Sapieha est le fils de Franciszek Ksawery Sapieha et de Teresa Suffczyńska.
Il entre au service de la Russie en 1796, comme lieutenant au régiment des chasseurs de la garde.
En 1807, il passe au service de la France avec le grade de lieutenant-colonel, et occupe les fonctions d’aide de camp du prince Poniatowski. De 1808 à 1811 il est conseiller à la préfecture du département de Varsovie. Il est fait chevalier de la Légion d’honneur le 23 juillet 1809.
En 1812, il forme sur ses fonds propres, un régiment de cavalerie lituanienne, qu’il commande lors de la campagne de Russie.
Pendant les Cent-Jours, il rejoint Napoléon, et est promu général de brigade le 16 juin 1815. En 1816, il est intégré dans l’armée du royaume du Congrès.
Il meurt le 2 janvier 1855, à Varsovie.

## Sources
- (en) « Generals Who Served in the French Army during the Period 1789 - 1814: Eberle to Exelmans »
- Thierry Pouliquen, « Les généraux français et étrangers ayant servis [sic] dans la Grande Armée » (consulté le 11 août 2015)
- Journal des débats et des décrets, partie 2, 1809.